# Грифонаж

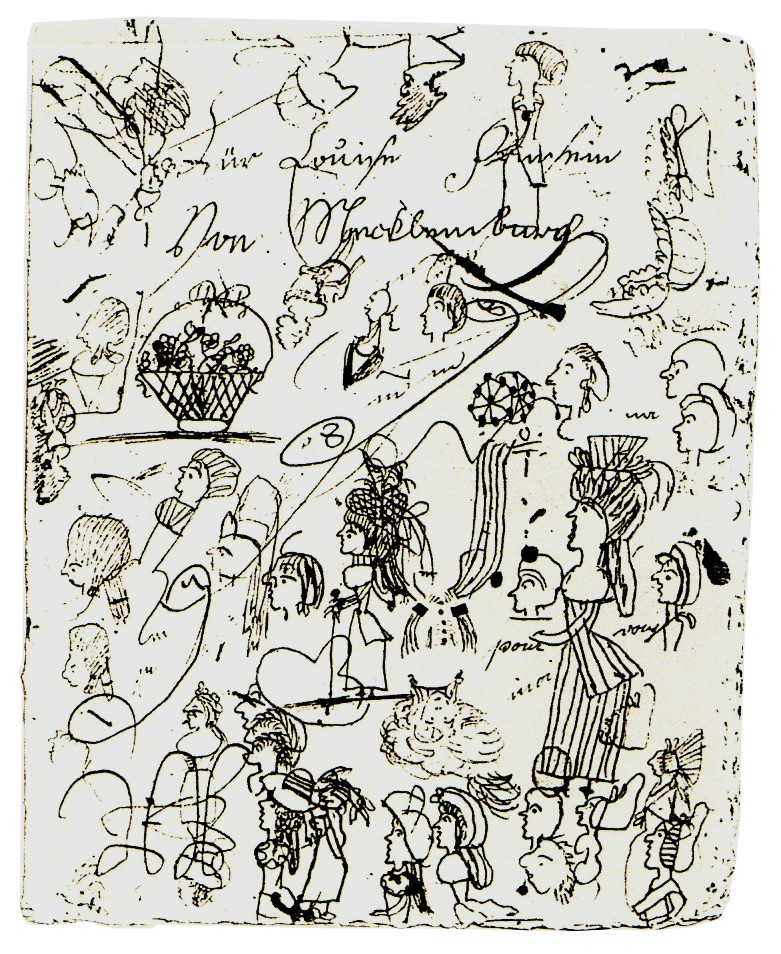
Дудл Луїзи фон Мекленбург-Штреліц, королеви Пруссії, бл. 1795 року

Грифонаж, каракуля, дудл (англ. Doodle) — це малюнок, створений, коли увага людини зайнята чимось іншим. Каракулі — це прості візерунки, які можуть зображувати конкретні речі або просто складатися з випадкових та абстрактних ліній чи форм, створених, як правило, без відриву письмового інструменту від паперу. 
Каракулі або дудли найчастіше притаманні маленьким дітям та малюкам. Через недостатню координацію рук і очей та нижчий розумовий розвиток більшості дітей надзвичайно важко намалювати малюнок не виходячи за його межі. Проте, таку поведінку також нерідко можна побачити у дорослих. В такому випадку це зазвичай відбувається з нудьги, як спосіб себе розважити. Приклади таких візерунків можна знайти в шкільних зошитах, часто на полях, намальованих учнями, які задумуються про щось інше або втрачають інтерес під час уроку. Інші поширені приклади дудлів виникають під час довгих телефонних розмов, якщо поруч є ручка та папір.
До популярних видів дудлів належать мультиплікаційні версії вчителів або однокласників, відомих телевізійних або коміксних героїв, вигаданих фантастичних істот, пейзажів, геометричних фігур, візерунків, та текстур. Більшість людей, які дудлять, часто малюють одну і ту саму форму або тип каракулі протягом усього свого життя.

## Етимологія
Слово doodle вперше з'явилося в англійській мові на початку 17 століття в значенні "дурень" або "простак".  Є імовірність його походження від німецького слова Dudeltopf або Dudeldop, що означає простак або локшина (буквально «Нічний ковпак»).  Від нього походить дієслово початку вісімнадцятого століття to doodle, що означає «шахраювати або робити з когось дурня». Сучасне значення слова спочатку виникло як термін для політиків, які нічого не робили на посаді та просиджувались там за рахунок своїх виборців.  Це своєю чергою призвело до більш узагальненого дієслова «to doodle», що означає нічого не робити. 
У фільмі 1936 року «Містер Дідс їде в місто», у фінальній сцені в залі суду головний герой пояснює судді, який не знайомий із цим словом, що таке «дудлінг». Він каже, що «Люди малюють найбільш ідіотські картинки, коли вони думають». Персонаж, який приїхав із вигаданого міста у Вермонті, описує термін дудлер як «ім'я, яке ми придумали вдома» для людей, які створюють «дурні малюнки» на папері, коли їхній розум думає про щось інше.
Значення слова doodle як «дурень, простак» міститься також в назві пісні «Yankee Doodle», яку співали британські колоніальні війська під час Війни за незалежність США. 

## Вплив на пам'ять
Дослідження, опубліковане в науковому журналі Applied Cognitive Psychology, стверджує, що дудлінг може покращити пам’ять людини. Це відбувається за рахунок того, що при малюванні каракуль мозок виділяє достатньо енергії, щоб утриматися від думок на сторонні теми, які потребують великої кількості процесорних можливостей мозку, а також щоб утриматись від відволікання. Таким чином, дудлінг постає у ролі стабілізатора занадто інтенсивного чи занадто повільного мислення та допомагає зосередитися на поточній ситуації. Дослідження було проведено професором Джекі Андраде зі Школи психології Плімутського університету. Андраде визначила, що дудлери в її експерименті запам’ятали в середньому 7,5 фрагментів інформації (із 16), що на 29% більше, ніж 5,8 фрагметів які запам'ятала контрольна група недудлерів. 
Дудлінг також позитивно впливає на те, як люди засвоюють інформацію. Візуальне відтворення інформації дозволяє глибше зрозуміти матеріал для вивчення.  Під час малювання людина залучає неврологічні шляхи таким чином, що дозволяє їй ефективно та результативно сортувати та обробляти дані.  З цих причин дудлінг може використовуватися як ефективний інструмент для вивчення та запам’ятовування інформації.

## Як терапевтичний засіб
Дудлінг можна використовувати як засіб зняття стресу. Згідно з аналізом понад 9000 надісланих дудлів, майже 2/3 респондентів зазначили, що малювали в «напруженому чи неспокійному стані», намагаючись покращити своє самопочуття.  Вчені вважають, що властивості дудлінгу знімати стрес виникають як результат взаємодії процесу малювання з мережею пасивного режиму роботи мозку.  За словами графолога та фахівця з поведінки Інгрід Сегер-Возніцкі, «ми [дудлимо], тому що так ми розв'язуємо проблеми на несвідомому рівні» і прагнемо «створити своє життя, не переживаючи в процесі».  Дудлінг, як і більш організована діяльність із малювання візерунків, як-от Zentangles, часто використовується в арттерапії, що допомагає учасникам сповільнитися, зосередитися та зняти стрес. 

## Відомі дудлери

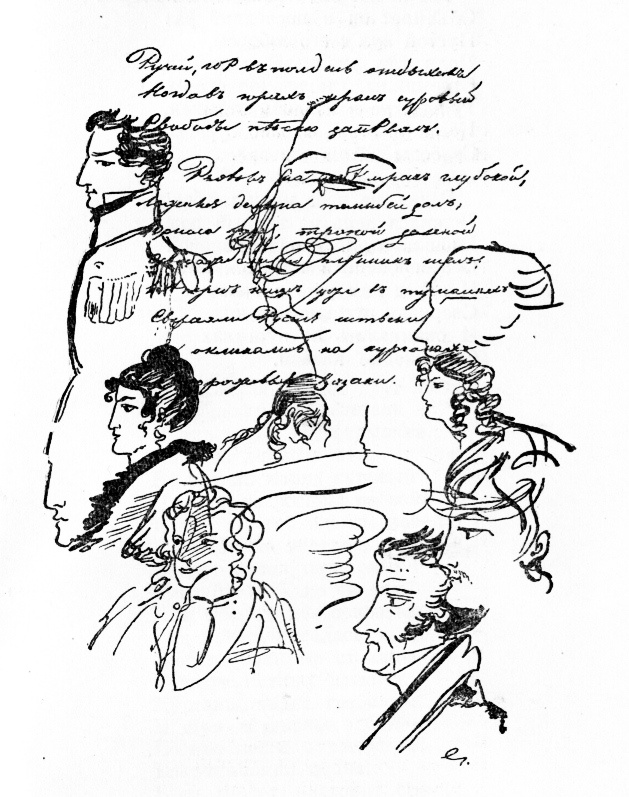
Типова сторінка з рукопису Пушкіна

Дудлінг — повторюваний прийом у комедії американського актора, коміка та письменника Ларрі Девіда. У 8 серії 5 сезону серіалу Угамуй свій запал Девід заявляє, що Я не зміг би малювати, навіть якби від цього залежало моє життя, але, тим не менш, я дуже хороший дудлер. Довготривалий комедійний серіал Сайнфелд, створений Ларрі Девідом і Джеррі Сайнфелдом, включає відомий епізод під назвою «The Doodle», у якому грубий малюнок Джорджа Костанзи стає приводом для подальших суперечок між героями.  
Записні книжки Олександра Пушкіна славляться своєю великою кількістю маргінальних малюнків, які включають ескізи профілів, рук і ніг його друзів. Деякі каракулі Пушкіна були анімовані Андрієм Хржановським і Юрієм Норштейном у фільмі 1987 року «Мій улюблений час».
Серед інших відомих літературних дудлерів є: Семюел Беккет; поет і лікар Джон Кітс, який малював на полях своїх медичних нотаток; Сільвія Плат; та Нобелівський лауреат (з літератури, 1913) поет Рабіндранат Тагор, який робив численні каракулі у своїх рукописах.
Математик Станіслав Улям розробив скатертину Уляма для візуалізації простих чисел малюючи каракулі під час прослуховування нудної презентації на математичній конференції.
Багато американських президентів, у тому числі Томас Джефферсон, Рональд Рейган і Білл Клінтон, дудлили під час своїх зустрічей.
Ціле портфоліо із зображеннями дудлів американських президентів під час їхнього перебування на посаді, зокрема Герберта Гувера, Джона Ф. Кеннеді, Дуайта Д. Ейзенхауера, Ліндона Б. Джонсона, Річарда Ніксона, Рональда Рейгана, можна знайти в книзі Presidential Doodles: Two Centuries of Scribbles, Scratches, Squiggles & Scrawls from the Oval Office, вступ Пола Коллінза та Девіда Грінберга (New York: Cabinet Books and Basic Books, 2006,ISBN 0-465-03266-4) 
Каракулі та малюнки можна також знайти в записниках Леонардо да Вінчі.
Інтернет-компанія Google використовує термін Google Doodle для позначення зображень, які вона часто розміщує на своїй головній сторінці, в честь різних подій та свят. 

## Дивіться також
- Асемічне письмо
- Дролері
- Графіті
- Графологія
- Маргіналії
- Ескіз (живопис)
- Потік свідомості
- Скатертина Уляма

## Подальше читання
- Brown, Sunni. Doodlers, unite!. ted.com. Процитовано 23 вересня 2011.
- Doodling As A Creative Process. Enchantedmind.com. Процитовано 10 червня 2011.
- Gardner, M. (March 1964). Mathematical Games: The Remarkable Lore of the Prime Number. Scientific American. 210: 120—128. doi:10.1038/scientificamerican0364-120.
- Gombrich, E. H. (1999). Pleasures of Boredom: Four Centuries of Doodles. The Uses of Images. London: Phaidon. с. 212—225.
- Hanusiak, Xenia (6 жовтня 2009). The lost art of doodling. Smh.com.au. Процитовано 10 червня 2011.
- Malchiodi, Cathy (13 січня 2014). Doodling Your Way to a More Mindful Life. Psychology Today. Процитовано 15 березня 2015.
- Spiegel, Alix (12 березня 2009). Bored? Try Doodling To Keep The Brain On Task. NPR.org. Процитовано 10 червня 2011.